# Lynne Lassal
Lynne Lassal, all'anagrafe Lassalle Marcelle (Parigi, 6 marzo 1920 – Parigi, 9 maggio 2002), è stata una modella francese, vincitrice del titolo di Miss Piccardia 1935 e di Miss Francia 1936.
È stata la tredicesima vincitrice del concorso, eletta Miss Francia a Parigi.